# Sankt Ulrich am Pillersee
Sankt Ulrich am Pillersee è un comune austriaco di 1 757 abitanti nel distretto di Kitzbühel, in Tirolo.